# Telamonia hasselti
Telamonia hasselti là một loài nhện trong họ Salticidae.
Loài này thuộc chi Telamonia. Telamonia hasselti được Tord Tamerlan Teodor Thorell miêu tả năm 1878.

## Hình ảnh